# Lycée technique d'amitié sino-béninoise d'Akassato
Lycée technique d'amitié sino-béninoise d'Akassato est un établissement scolaire béninois. Il est créé dans le cadre de la coopération bilatérale en matière d'éducation entre le Bénin et la Chine.

## Histoire
Lancé le 6 janvier 2013 et inuaguré le 1er octobre 2014 à Akassato dans la commune d'Abomey-Calavi au Bénin par l'ambassadeur de la République Populaire de Chine Tao Weiguang et le Président du Bénin d'alors, Boni Yayi,, le lycée technique d'amitié sino-béninoise d'Akassato est un établissement scolaire qui forme les apprenants béninois et étrangers dans neuf spécialités dont l'informatique, l’électrotechnique, l’électronique, le génie civil bâtiment, la mécanique auto, l’hôtellerie-restauration. Ce lycée a été créé pour amoindrir le grand déséquilibre entre l’enseignement secondaire général qui compte aujourd’hui[Quand ?] 850 établissements publics et l’enseignement technique qui ne dispose que de 33 lycées techniques et professionnels,.

## Géographie
Le lycée est construit sur une superficie de 32 488 m2 avec 8 165 m2 de surface bâtie.

## Population
Hormis les membres de l'admistration, le lycée technique d'amitié sino-béninoise d'Akassato est prévu pour accuellir 450 apprenants.

## Galerie

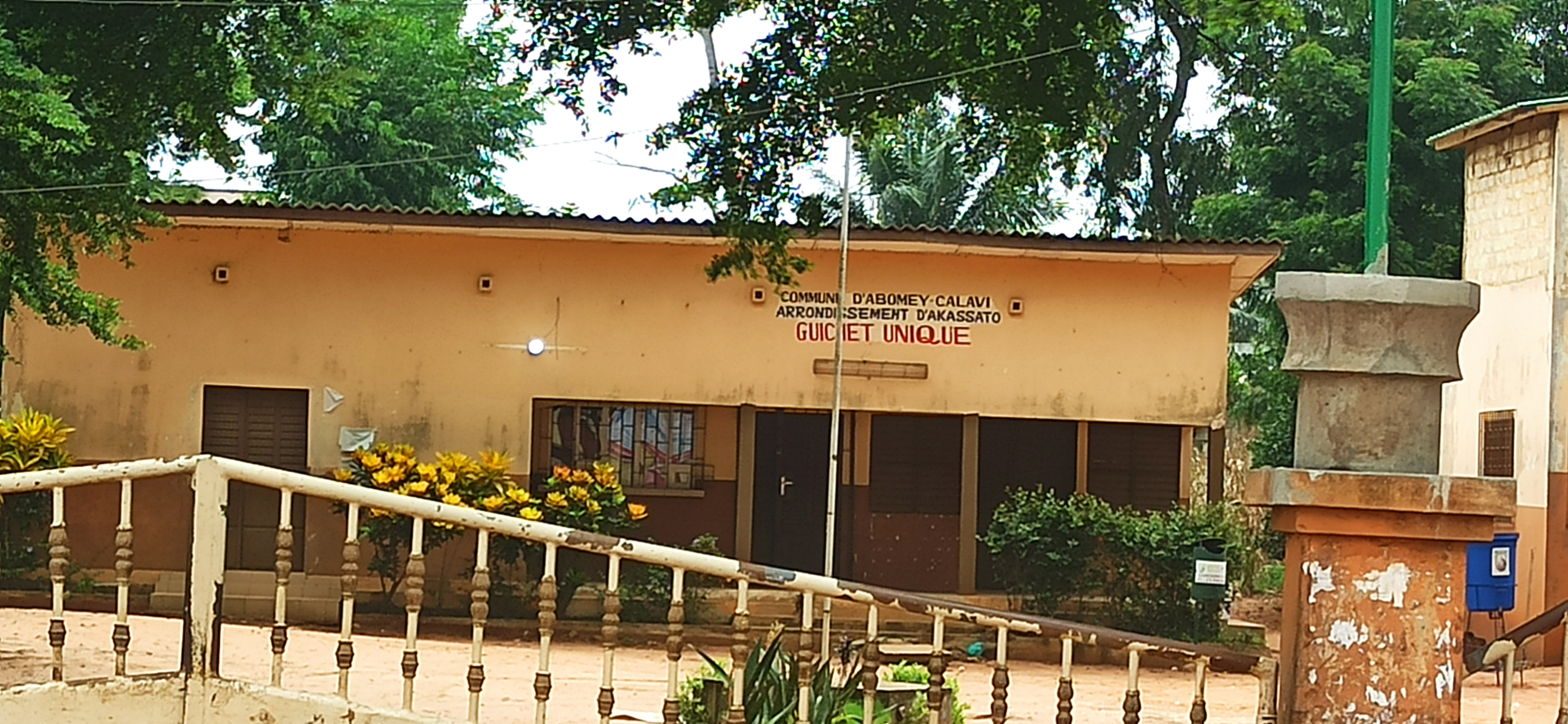
Arrondissement d'Akassato
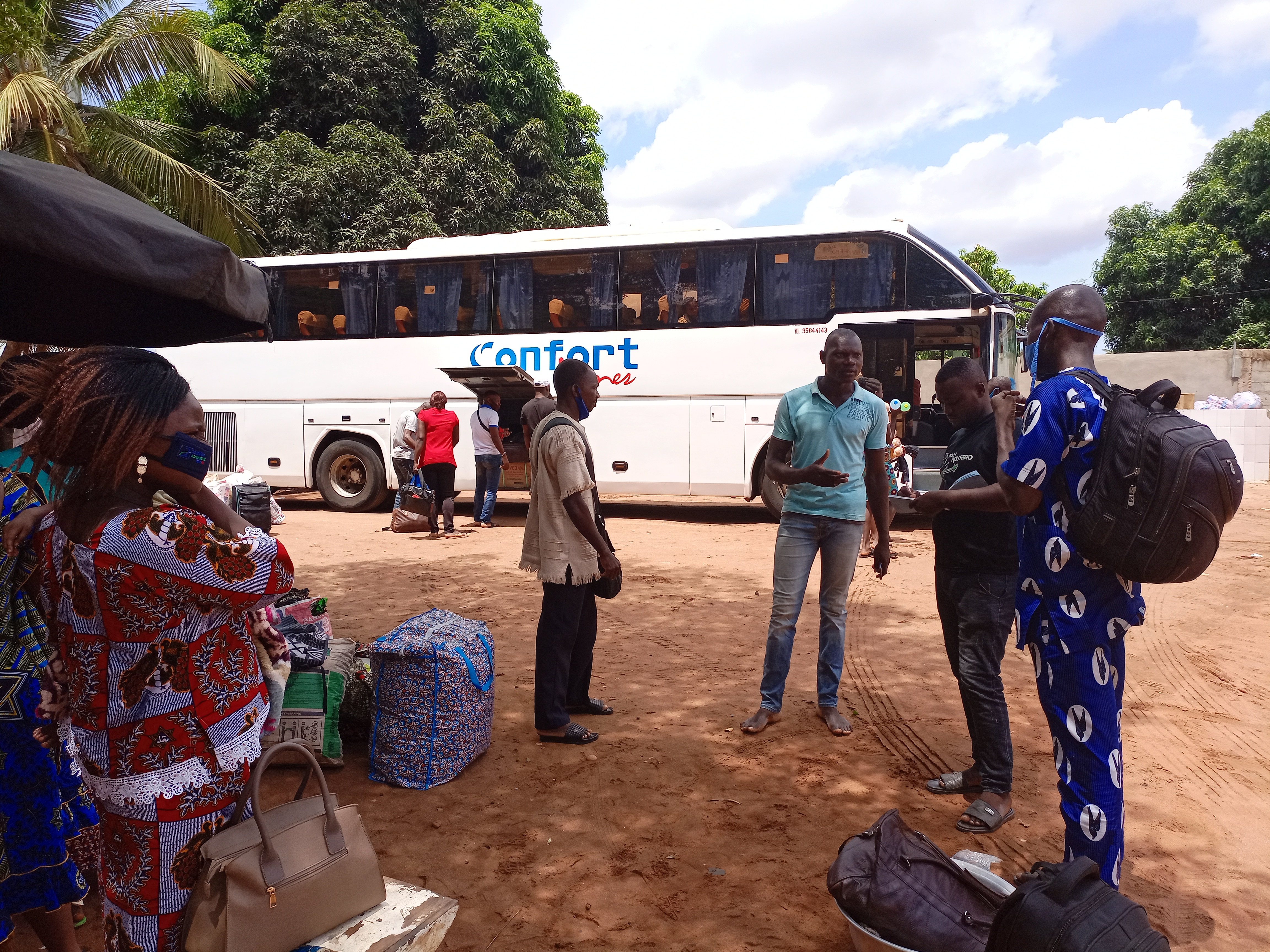
Gare routière d'akassato
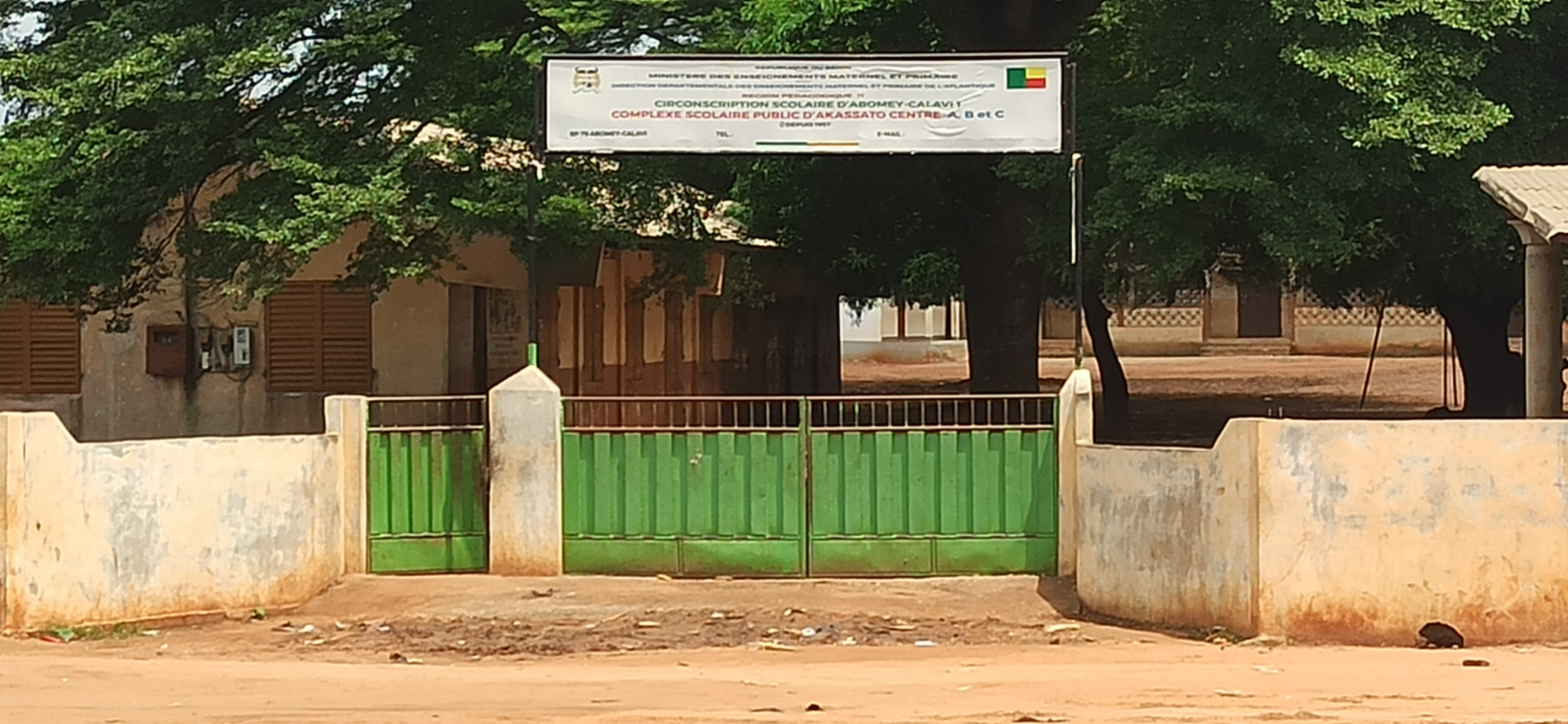
LVWC-CS public d'Akassato A B et C